# Méthode cathartique
 (août 2021).
Si vous disposez d'ouvrages ou d'articles de référence ou si vous connaissez des sites web de qualité traitant du thème abordé ici, merci de compléter l'article en donnant les références utiles à sa vérifiabilité et en les liant à la section « Notes et références ».
Le traitement  cathartique ou méthode cathartique, développée par le médecin autrichien Josef Breuer, est une méthode qui consiste à faire tomber les barrières psychologiques du patient par hypnose pour réveiller les souvenirs traumatiques enfouis, à l'origine de troubles, générant ainsi une décharge émotionnelle à  valeur libératrice, l'abréaction.
Cette méthode comprend trois étapes :
1. La première étape consiste à hypnotiser le malade  hystérique.
2. Une fois hypnotisé, le médecin lui pose des questions afin que celui-ci puisse revivre affectivement des événements douloureux traumatiques.
3. Une fois cette expérience terminée, le médecin réveille le patient et lui ordonne de se rappeler tout ce qu'il a dit pendant la transe.

Une fois réveillé, le patient se souvient de tout ce qu'il a dit pendant la transe et les symptômes hystériques ont disparu.
Cette méthode est dérivée de l'hypothèse de Jean-Martin Charcot sur l'étiologie traumatique de l'hystérie. Selon cette hypothèse, une personne devient hystérique lorsqu'elle est amenée à se dissocier à la suite d'un choc traumatique.

## Histoire
Le terme de catharsis est utilisé pour exprimer qu'il y a réduction des émotions négatives (colère, rage) grâce à l'expression ou la canalisation - également symbolique - de l'agression, par exemple en frappant un sac de frappe, ou par l'expression substitutive de sentiments agressifs sous une forme fictive ou virtuelle (par exemple au théâtre, au cinéma, dans un jeu vidéo). L'hypothèse d'un effet cathartique bénéfique remonte à Platon et Aristote, mais elle a été plusieurs fois réfutée au XXe siècle.
Le terme catharsis est appliqué au corps et à l'âme par Platon. Ensuite, Aristote l'utilise dans la Poétique. Dans sa théorie de la tragédie, il parle de catharsis à travers la lamentation/agitation et l'horreur/le frisson (du grec éleos et phóbos), bien qu'il ne soit pas clair si celles-ci sont elles-mêmes purifiées ou si les émotions sont purifiées et si elles le sont complètement ou seulement à partir d'un excès de ces émotions.
Le concept réapparait ensuite chez Josef Breuer et Sigmund Freud, ainsi que par les éthologues Konrad Lorenz et Irenäus Eibl-Eibesfeldt. L'hypothèse de la catharsis a joué un rôle important dans la psychanalyse entre 1880 et 1895. Pourtant, Freud lui-même, s'est progressivement détaché de la méthode cathartique au profit de la libre association - une méthode sensiblement différente de la catharsis, qui constitue encore aujourd'hui une des règles de base des techniques psychanalytiques.

## Limites
Ce sont des expériences menées dès les années 1960 qui ont permis de rejeter l'existence d'un effet cathartique. Ainsi, le fait d'agir de manière agressive n'a pas conduit à une réduction mais à une augmentation des tendances agressives. Au milieu des années 1980, l'un des partisans de l'effet cathartique, Seymour Feshbach, a fini par prendre ses distances avec cette thèse.
Dans des études plus récentes sur la thèse de la catharsis, Bushman et al. ont montré que les sujets amorcés sur la croyance de la catharsis ou dont la croyance de la catharsis était évaluée avaient un potentiel d'agression accru par rapport au groupe de contrôle. Cela suggère que les actions agressives suscitées consciemment pourraient se renforcer  inconsciemment au niveau mental par des effets de rétroaction.
Selon une étude récente qui a examiné l'utilisation du concept de catharsis, l'idée de catharsis médiatique (catharsis par l'observation et le témoignage mental d'une agression dans les médias) repose sur une confusion des termes. 

## Prolongement psychothérapeutique
Néanmoins, dans le cadre de la psychothérapie appliquée, il existe diverses procédures d'activation de l'expérience qui vont au-delà de l'exécution sans contexte de simples exercices d'agression, comme on le constate dans les études expérimentales statistiques. Dans le cadre d'un processus thérapeutique guidé, les approfondissements émotionnels doivent être stimulés et accompagnés en fonction du contexte biographique, ce qui peut conduire d'une simple réflexion intellectuelle des sentiments à une expression émotionnelle minimale jusqu'à des réactions corporelles autonomes involontaires (sanglots, tremblements). Dans ce processus, les émotions adaptatives primaires qui sont liées à des schémas émotionnels dysfonctionnels, qui renvoient à leur tour à des besoins fondamentaux insuffisamment satisfaits, doivent être activées, mises en scène et modifiées par la satisfaction ultérieure des besoins. Les réactions cathartiques ne sont pas rares, par exemple, dans le cadre de la psychothérapie de liaison, du psychodrame et des constellations familiales systémiques. Ici, la catharsis ne se réfère pas exclusivement à l'agression, comme c'est généralement le cas dans la recherche expérimentale, mais également à d'autres sentiments primaires tels que le chagrin, la douleur, la colère, le dégoût, mais aussi l'amour, la joie, le plaisir et la gratitude.